# 胡氏球蛛
胡氏球蛛（学名：Theridion hummeli）为球蛛科球蛛属的动物。在中国大陆，分布于甘肃等地。该物种的模式产地在甘肃。